# Interferon beta-1a
Interferon beta-1a je lek u interferon familiji koja se koristi za tretiranje multiple skleroze (MS). 
Ovaj lek se proizvodi u ćelijama sisara, za razliku od Interferona beta-1b koji se proizvodi u modifikovanim  ćelijama. Za interferone je bilo pokazano da uzrokuju 18-38% umanjenje u stopi MS relapsa, i da usporavaju progresiju invalidnosti kod MS pacijenata.
Nijedan od proizvoda na tržištu ne može da iskoreni bolest, ali pacijenti koji pravovremeno počnu da koriste interferone magu da povoljno promene prirodni tok bolesti.
Postoje dva glavna konkurenta na tržištu za ovaj lek, kao i jedan sličan proizvod:
- [3]

## Pregled
Veruje se da interferon beta bazirani lekovi ostvaruju njihove blagotvorne efekte na MS progresiju putem njihovih antiinflamatornih osobina. Studije su utvrdile da interferon beta poboljšava integritet krvno-moždane barijere (BBB), koja je generalno oštećena kod MS pacijenata, što omogućava povećanim količinama nepoželjnih supstanci da dođu u kontakt sa mozgom. Ovo BBB pojačavanje može biti dopunski faktor korisnim efektima interferona beta. Ove studije su sprovedene in vitro, tako da se ne zna u kojoj meri su ovi rezultati primenljivi kod ljudi.
Najčešće prijavljene nuspojave su poremećaji na mestu injekcije, simptomi slični gripu, slabi rezultati na testu funkcije jetre, i abnormaliteti ćelija krvi. U ozbiljnije nuspojave spadaju depresija, epileptički napadi, i problem jetre.
Dve glavne nuspojave su simptomi slični gripu i reakcija na mestu injekcije. Simptomi poput gripa teže da se ispolje odmah nakon injekcije i traju negde oko pola dana. Kod mnogih pacijenata, ovi simptomi su umanjeni s vremenom, dok neki pacijenti nastavljaju da se suočavaju sa ovim problemom u toku dužeg vremenskog perioda. Moguće je ublažiti ove simptome putem korišćenja doza koje sa manjom frekvencijom davanja i putem uzimanja lekova pre spavanja. Reakcije na mestu injekcije se mogu umanjiti rotiranjem strane ili upotrebom jedne od medikacija koje zahtevaju manje frekventne injekcije. Nuspojave su često dovoljno tegobni da mnogi pacijenti na kraju prekinu sa upotrebom interferona (ili glatiramer acetata, uporedive bolest-modifikujuće terapije koja zahteva regularne injekcije).
Dok ovi lekovi poboljšavaju određene rezultate dijagnostičkih testova oni ne iskorenjuju MS, i mnogi pacijenti smatraju da nema primetnog poboljšanja i ozbiljne nuspojave koji značajno umanjuju kvalitet života. Tokom vremena, fiziološka tolerancija i umanjena efektivnost se mogu javiti usled razvoja antitela za lekove. Nuspojave mogu trajati čak i nakon prestanka tretmana. Mesečna doza lekova Avonex ili Rebif može koštati od $1,600 do više od $3,000 američkih dolara.

## 
je odobren u SAD 1996 godine, i u Evropi u 1997. On je registrovan u više od 80 zemalja širom sveta. On je vodeća MS terapija u SAD, sa oko 40% ukupnog tržišta, i u Evropi, sa oko 30% tržišta. Njega proizvodi Biogen Idec biotehnološka kompanija, originalno pod zaštitom od konkurencije u SAD pod zakonom za lekove retkih bolesti (engl. Orphan Drug Act).
Avonex se prodaje u dve formulacije, liofilizovani prah koji zahteva rekonstituciju, i unapred pomešana tečnost za injekcije. On se administrira jednom nedeljno putem intramuskularne injekcije.
Rebif je bolest-modifikujući lek (DMD) koje se koristi u tretmanu multiple skleroze u slučajevima klinički izolovanih sindroma kao i kod relapsnih formi multiple skleroze. On je sličan interferon beta proteinu proizvedenom u ljudskom telu. Njega zajedno prodaju EMD Serono i Pfizer u SAD pod zaštitom zakona za lekove retkih bolesti. On je odobren u Evropi 1998 godine i u SAD 2002. Ovaj lek je registrovan u više od 80 zemalja širom sveta. Rebif se administrira putem supkutane injekcije tri puta nedeljno. On se može čuvati na sobnoj temperaturi do 30 dana.
CinnoVex je trgovačko ime za rekombinantni interferon beta 1-a, koji se proizvodi kao biogenerični lek u Iranu. On se proizvodi u liofilizovanom obliku i prodaje u obliku injekcija.

## Srodni lekovi
Blisko srodni lek je Interferon beta-1b, koji se takođe koristi u tretmanu multiple skleroze. On ima veoma sličan profil. Interferon beta-1b prodaje Berlex i SAD kao Betaseron i van SAD kao Betaferon (Schering AG).
Extavia novi brend interferona beta-1b na tržištu. Novartis je uveo u produju ovaj lek 2009 godine.

## Spoljašnje veze
- Avonex на 

 Mediji vezani za članak Interferon beta-1a na Vikimedijinoj ostavi

|  | Molimo Vas, obratite pažnju na važno upozorenje u vezi sa temama iz oblasti medicine (zdravlja). |